# Белянський потік (притока Турця)
Белянський потік (словац. Beliansky potok) — річка; права притока Турця, протікає в окрузі Мартін.
Довжина приблизно 20-21 км. Витік знаходиться в масиві Велика Фатра; схил гори Борішов — на висоті приблизно 1420 метрів. Впадає потік Водки.
Протікає територією сіл Бела-Дулиці; Жабокреки і Коштяни-над-Турцом.. Впадає в Турець на висоті приблизно 400—405 метрів.